# Harmful Insect
Pour plus de détails, voir Fiche technique et Distribution.
Harmful Insect est un film japonais réalisé par Akihiko Shiota, sorti le 6 septembre 2001.

## Synopsis
Sachiko est une jeune écolière étrange et distante. Les autres l'évitent, et ça tombe bien parce Sachiko ne veut pas leur parler. Derrière son joli minois, la jeune fille cache des blessures profondes : son père est parti, et sa mère trop jeune a visiblement du mal à s'assumer : elle vient tout juste de tenter de se suicider. Des rumeurs courent également à l'école : la petite Sachiko aurait causé le départ du professeur Ogata. Auraient-ils eu une liaison ?

## Fiche technique
- Titre : Harmful Insect
- Titre original : Gaichu 害虫
- Réalisation : Akihiko Shiota
- Scénario : Kiyono Yayoi
- Production : Takashi Hirano, Hiroyuki Negishi et Masaya Nakamura
- Musique : Inconnu
- Photographie : Tokusho Kikumura
- Montage : Yoshio Sugano
- Pays d'origine : Japon
- Format : Couleurs - 1,85:1 - Dolby Digital - 35 mm
- Genre : Drame
- Durée : 92 minutes
- Dates de sortie : 6 septembre 2001 (Mostra de Venise), 16 mars 2002 (Japon)

## Distribution
- Aoi Miyazaki : Sachiko Kita
- Seiichi Tanabe : Ogata
- Tetsu Sawaki : Takao
- Ryo Amamiya : Tokugawa
- Koji Ishikawa : Kyuzo
- Yū Aoi : Natsuko
- Nao Omori : L'homme du Love Hotel
- Yūsuke Iseya : L'homme du restaurant
- Ryō : Toshiko Kita
- Yûsaku Suzuki : Hanasaka
- Yuri Yoneoka : Soko
- Yuria Haga : Rumi
- Mihoko Handa : Yukiko
- Takayo Mimura : Kazumi

## Récompenses
- Netpac Award et prix de la meilleure actrice (Aoi Miyazaki), lors du Festival international du film de Cinemanila 2002.
- Prix du meilleur film et meilleur réalisateur, lors des Japanese Professional Movie Awards 2003.